# Jakeb Sullivan
Jakeb Sullivan (Rapid City, 1º luglio 1994) è un giocatore di football americano statunitense che milita nel ruolo di quarterback per i Berlin Thunder della European League of Football (ELF).
Ha giocato nella squadra universitaria dei South Dakota Mines Hardrockers, militando in seguito nella squadra tedesca dei Marburg Mercenaries e negli austriaci Vienna Vikings per passare in seguito alla squadra professionistica tedesca dei Frankfurt Galaxy. Dopo tre anni con i Galaxy, Sullivan ha firmato un contratto con i Berlin Thunder per la stagione 2024. Oltre al suo impegno nella European League of Football, Sullivan si è unito alla squadra svizzera di touch football e 7vs7 Baselland Pioneers nel novembre 2023.

## Palmarès
- 1 ELF Championship (Frankfurt Galaxy, 2021)